# Boyfriend
Pour l’article homonyme, voir Boyfriend (chanson de Justin Bieber).
 (mars 2012).
Si vous disposez d'ouvrages ou d'articles de référence ou si vous connaissez des sites web de qualité traitant du thème abordé ici, merci de compléter l'article en donnant les références utiles à sa vérifiabilité et en les liant à la section « Notes et références ».
Singles de Miki Fujimoto
Romantic Ukare Mode
(2002) Boogie Train '03
(2003)
Boyfriend (ボーイフレンド) est le 4e single de Miki Fujimoto. Il sort le 7 novembre 2002 au Japon sous le label hachama, écrit et produit par Tsunku. Il ne sort que deux mois après le précédent single de la chanteuse : Romantic Ukare Mode. Il atteint la 4e place du classement de l'Oricon. Il se vend à 36 290 exemplaires la première semaine et reste classé pendant 11 semaines, pour un total de 54 956 exemplaires vendus durant cette période. C'est le premier single de Fujimoto à sortir aussi au format "Single V" (DVD et VHS) un mois plus tard. La chanson-titre figurera sur l'album Miki 1 qui sortira quatre mois plus tard.

## Liste des titres
Toutes les chansons sont écrites et composées par Tsunku.
| CD    | CD                                           | CD                       | CD    | CD | CD | CD | CD | CD | CD |
| No    | Titre                                        | Arrangements             | Durée |    |    |    |    |    |    |
| ----- | -------------------------------------------- | ------------------------ | ----- | -- | -- | -- | -- | -- | -- |
| 1.    | Boyfriend (ボーイフレンド)                   | Hideyuki "Daichi" Suzuki | 4:59  |    |    |    |    |    |    |
| 2.    | Osananajimi (幼なじみ)                       | TATOO                    | 4:24  |    |    |    |    |    |    |
| 3.    | Boyfriend (Instrumental) (ボーイフレンド...) | Hideyuki "Daichi" Suzuki | 4:57  |    |    |    |    |    |    |
| 14:21 |                                              |                          |       |    |    |    |    |    |    |

| 1. | Boyfriend (ボーイフレンド)                              |  |
| 2. | Boyfriend - Making Eizo (ボーイフレンド メイキング映像) |  |